# Green Blood
Green Blood (jap. GREEN BLOOD -グリーン・ブラッド- Gurīn buraddo) – manga autorstwa Masasumiego Kakizakiego, publikowana na łamach magazynu „Shūkan Young Magazine” wydawnictwa Kōdansha od czerwca 2011 do maja 2013. W Polsce prawa do jej dystrybucji nabyło wydawnictwo Japonica Polonica Fantastica.

## Fabuła
Akcja rozgrywa się w 1865 roku w dzielnicy Five Points na Manhattanie, gdzie panuje ogromna przestępczość, a liczne gangi dzielą między siebie terytorium. Luke Burns to młody chłopak, który mieszka wraz ze swoim bratem Bradem i choć codziennie musi stykać się z licznymi przestępcami, stara się prowadzić uczciwe życie. Brad natomiast jest obibokiem spędzającym czas na spaniu, który ku niewiedzy Luke’a, w rzeczywistości jest jednym z najbardziej przerażających zabójców w okolicy znanym jako Bóg Śmierci, a także częścią gangu Grave Diggers.

## Publikacja serii
Manga ukazywała się w magazynie „Shūkan Young Magazine” od 13 czerwca 2011 do 13 maja 2013. Wydawnictwo Kōdansha zebrało jej rozdziały w 5 tankōbonach, wydanych między 4 listopada 2011 a 5 lipca 2013.
W Polsce seria ukazała się nakładem wydawnictwa Japonica Polonica Fantastica.
| Nr | Język japoński   | Język japoński         | Język polski     | Język polski           |
| Nr | Data wydania     | ISBN                   | Data wydania     | ISBN                   |
| -- | ---------------- | ---------------------- | ---------------- | ---------------------- |
| 1  | 4 listopada 2011 | ISBN 978-4-06-382103-1 | październik 2015 | ISBN 978-83-7471-541-6 |
| 2  | 6 lutego 2012    | ISBN 978-4-06-382137-6 | grudzień 2015    | ISBN 978-83-7471-542-3 |
| 3  | 6 czerwca 2012   | ISBN 978-4-06-382185-7 | marzec 2016      | ISBN 978-83-7471-543-0 |
| 4  | 4 stycznia 2013  | ISBN 978-4-06-382250-2 | czerwiec 2016    | ISBN 978-83-7471-544-7 |
| 5  | 5 lipca 2013     | ISBN 978-4-06-382321-9 | wrzesień 2016    | ISBN 978-83-7471-545-4 |